# 亚洲风能大会
亚洲风能大会暨国际风能设备展览会（Wind Power Asia，簡稱WPA）是由中国电力企业联合会、德国科隆国际展览有限公司和中国国际贸易促进委员会北京市分会聯合主辦的一項大型展覽會，主題是關於國際上各種風能設備和相關產品的展示。第一屆亚洲风能大会暨国际风能设备展览会從2003年開始舉辦，至2010年一共已舉辦六屆，第七屆將在2010年6月舉辦。

## 外部連結
- 官方主頁